# سرسوتی
سَرَسْوَتی (سانسکریت:सरस्वती؛ زبان تایلندی:สุรัสวดี؛ ژاپنی:弁才天/ 弁財天) یا بهاراتی یا براتی، ایزدبانوی دانش، موسیقی، هنر، گفتار، حکمت و یادگیری در آئین هندو است.  سرسوتی را به نام رودخانه سرسوتی در ودا، بدین نام خوانده‌اند. هندوان وی را همسر برهما، خدای آفرینش می‌دانند. وی به همراه پروتی و دورگا، از سه ایزدبانوی جاودانه آئین هندو است که همسران سه خدای آیین هندو برهما، ویشنو و شیوا هستند. فرزندان سرسوتی، وداها هستند که کهن‌ترین نوشته‌های مینوی آئین هندو به‌شمار می‌آیند.

## نگارخانه

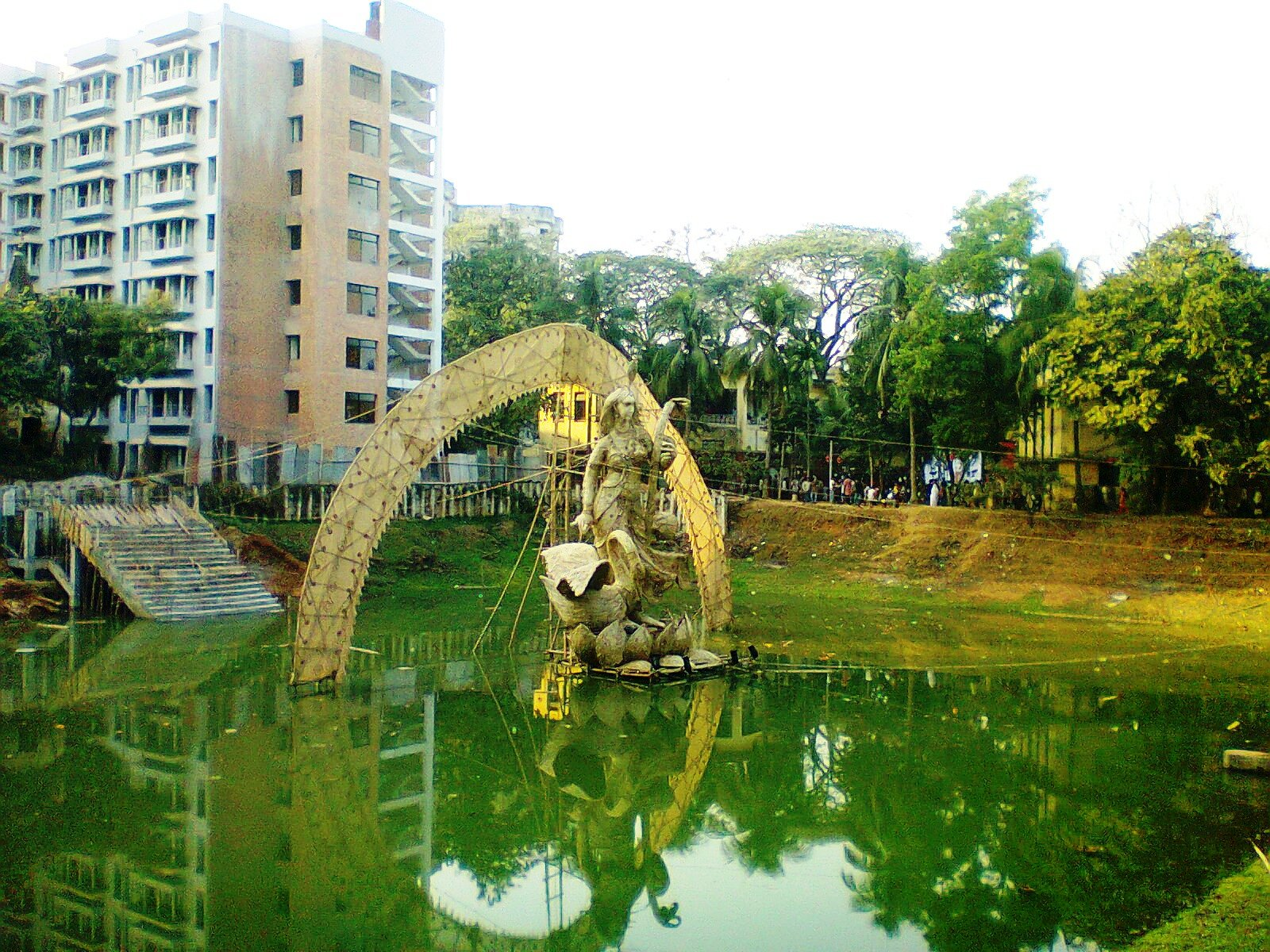
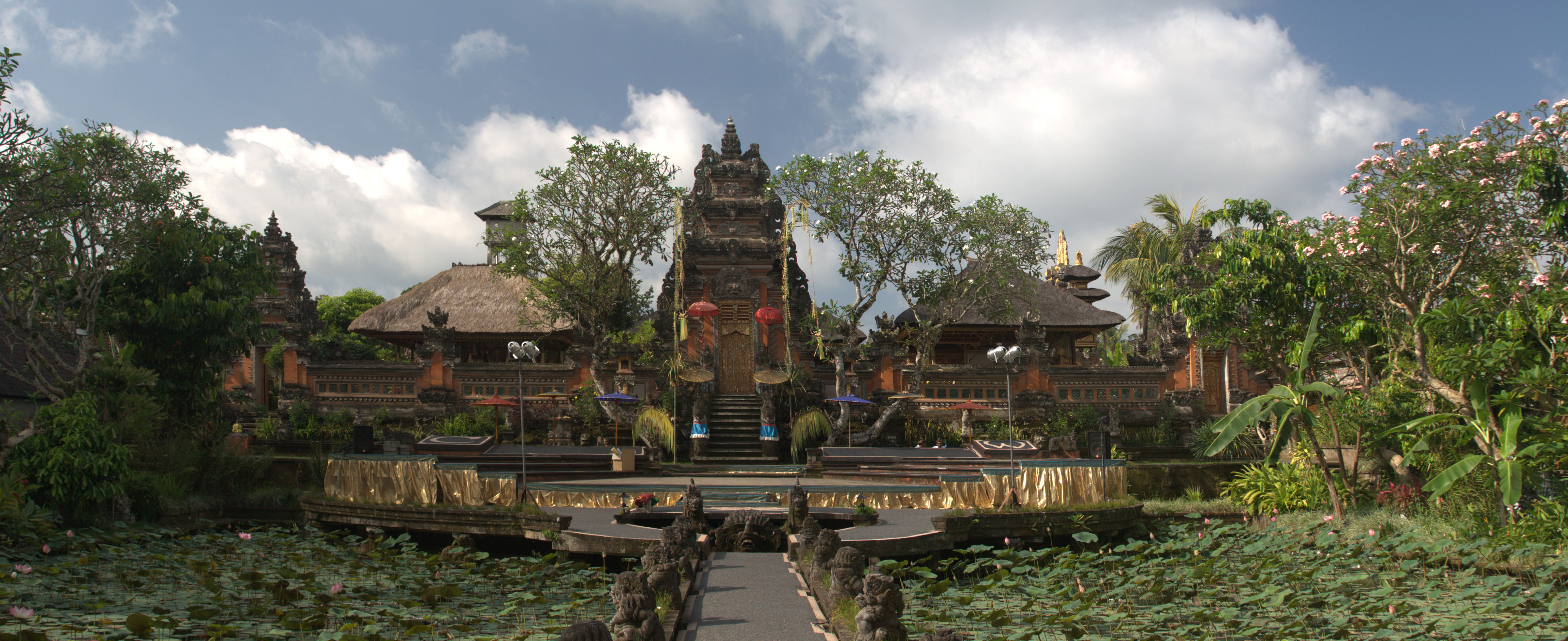
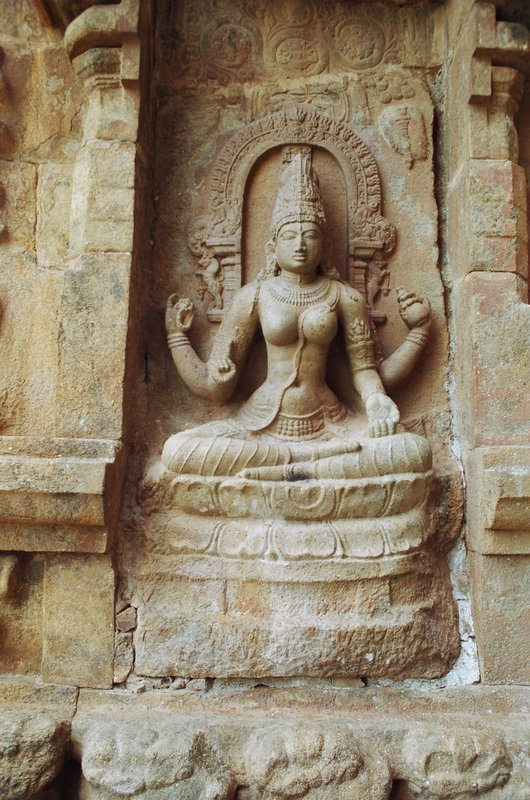
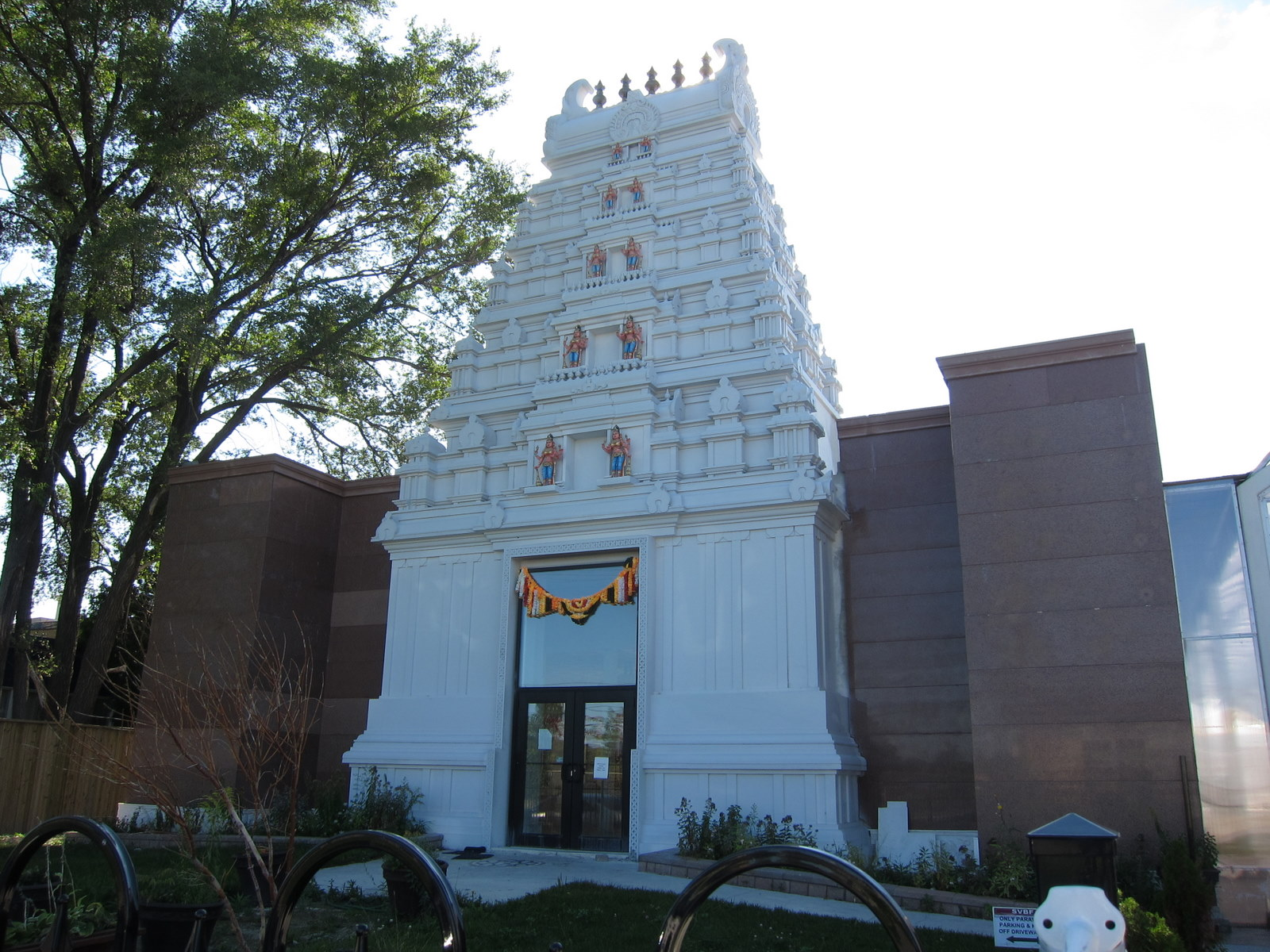